# Seventh Star
Seventh Star é o décimo segundo álbum de estúdio da banda britânica Black Sabbath, lançado em janeiro de 1986. Foi o primeiro lançamento do grupo sem o baixista Geezer Butler, que havia saído em 1984 após o fim da turnê Born Again. Originalmente,  Seventh Star foi composto e gravado  para ser o primeiro disco solo de Tony Iommi, como evidenciado pela experimentações musicais apresentadas. Contudo, devido à pressão feita pela  Warner Bros. Records e pelo manager da banda, Don Arden, o álbum acabou sendo publicado como Black Sabbath featuring Tony Iommi. Versões posteriores foram publicadas simplesmente como Black Sabbath.
O lançamento veio em um período difícil da banda, já que eles haviam finalizado uma turnê conturbada, após um ano de inúmeras mudanças de integrantes. Tony Iommi, que  era o guitarrista, compositor e único membro original que havia restado, chamou Geoff Nicholls, Eric Singer, Dave Spitz e Glenn Hughes para gravar o disco. Musicalmente, Seventh Star é mais eclético e segue um estilo de hard rock mais puro, afastando-se do heavy metal tradicional do grupo. Adicionalmente, foi o primeiro álbum do Black Sabbath como quinteto, já que Geoff Nicholls havia sido confirmado como membro oficial no ano anterior.
Apesar dos problemas envolvidos em sua produção, Seventh Star obteve considerável sucesso comercial, chegando ao 27º lugar nas paradas musicais do Reino Unido e 78º lugar  na Billboard 200.

## Concepção e produção
Após a turnê de divulgação do álbum Born Again (1983-1984), a banda passou por diversas mudanças na formação: saíram o baixista  Geezer Butler e o baterista Bill Ward, ambos membros originais, e também o cantor Ian Gillan, que foi a para a reunião do Deep Purple. Entre 1984 e 1985, passaram brevemente pelo grupo os vocalistas Ron Keel, Jeff Fenholt e David Donato. Após tanta instabilidade, a banda pausou as atividades por alguns meses.
Com a inatividade da banda, Iommi decide lançar um álbum solo. Enquanto Iommi trabalhava no projeto, já na fase da gravação das demos ele chama Eric Singer e Gordon Copley, respectivamente o baterista e o baixista da banda da sua namorada Lita Ford. Como eles precisavam de um vocalista, o escolhido foi Glenn Hughes, ex-baixista e vocalista do Deep Purple. Copley gravou "No Stranger To Love" e foi substituído por Dave Spitz, que gravou o restante das canções.
Embora Iommi quisesse lançar o álbum como artista solo, a gravadora  Warner Bros pressionou para que ele lance o álbum o nome Black Sabbath para que, assim, pudesse chamar mais a atenção do público e vender mais cópias. Desse modo, Iommi adquiriu os direitos do Sabbath e lançou o álbum com o nome da banda. Por causa disso, há uma perceptível e intencional mudança sonora neste álbum, em contraste com o conhecido estilo do Sabbath. O disco, como um todo, tem uma sonoridade bem hard rock, enquanto algumas partes tem influências de blues. Seventh Star foi o primeiro álbum a contar com o tecladista de longa data Geoff Nicholls como membro oficial.
O single promocional e o videoclipe de "No Stranger to Love" tem harmonias vocais adicionais de Glenn Hughes, adicionadas para dar um tom mais "comercial". A atriz Denise Crosby, que fez Tasha Yar em Star Trek: The Next Generation, faz uma participação no videoclipe.
Hughes participou apenas dos seis primeiros shows da turnê de divulgação, sendo logo demitido por causa de seu vício de drogas. Ele foi substituído por Ray Gillen, que completou as partes americana e europeia da tour, apesar de várias apresentações nos EUA terem sido canceladas. W.A.S.P. e Anthrax  foram as bandas de abertura nos shows norte-americanos.
| Críticas profissionais                                                      | Críticas profissionais |
| Avaliações da crítica                                                       | Avaliações da crítica  |
| Fonte                                                                       | Avaliação              |
| --------------------------------------------------------------------------- | ---------------------- |
| allmusic                                                                    | [ 1 ]                  |
| Esta tabela precisa de ser acompanhada por texto em prosa. Consulte o guia. |                        |

## Lista de canções
Músicas compostas por Tony Iommi. Letras escritas por  Tony Iommi, Glenn Hughes, Geoff Nicholls e Jeff Glixman.
| N.º | Título                  | Duração |  |
| 1.  | "In for the Kill"       | 3:40    |  |
| 2.  | "No Stranger to Love"   | 4:28    |  |
| 3.  | "Turn to Stone"         | 3:28    |  |
| 4.  | "Sphinx (The Guardian)" | 1:11    |  |
| 5.  | "Seventh Star"          | 5:20    |  |
| 6.  | "Danger Zone"           | 4:23    |  |
| 7.  | "Heart Like a Wheel"    | 6:35    |  |
| 8.  | "Angry Heart"           | 3:06    |  |
| 9.  | "In Memory..."          | 2:35    |  |

### Versão de luxo 2010 - Disco 2
Gravado no Hammersmith Odeon em Londres em 2 de junho de 1986, com Ray Gillen nos vocais.
1. "The Mob Rules"
2. "Danger Zone"
3. "War Pigs"
4. "Seventh Star"
5. "Die Young"
6. "Black Sabbath"
7. "N.I.B."
8. "Neon Knights"
9. "Paranoid"

## Créditos
- Tony Iommi - Guitarra
- Geoff Nicholls – Teclado
- Glenn Hughes - Vocais
- Dave Spitz - Baixo
- Eric Singer - Bateria
  - Gordon Copley - Baixo em "No Stranger to Love"
  - Ray Gillen  - Vocais no disco 2
  - Produção e Arranjos por Jeff Glixman
  - Gravado no "Cheshire Sound Studios", Atlanta, Estados Unidos
  - Masterização Original por Greg Fulginiti no "Artisan Sound Recorders", Hollywood, Estados Unidos
  - Remasterizado por Ray Staff no Whitfield Street Studios
  - Fotografia adicional por Ross Halfin e Chris Walter

## Catálogos
- CASS Warner Bros 4-25337 (US 1986)
- LP Vertigo VERH 29 (UK 1986)
- LP Vertigo 826 704-1 (NL 1986)
- MC Vertigo VERHC 29 (UK 1986)
- MC Vertigo 826 704-4 (1986)
- CD Vertigo 826 704-2 (UK 1986)
- CD Essential/Castle ESMCD335 (UK 1996) - Remasterizado
- CD Sanctuary SMRCD076 (UK 2004)

## Desempenho nas paradas
| Ano  | Posições | Posições | Posições | Posições | Posições | Posições | Posições |
| Ano  | UK       | NOR      | SWE      | US       | FIN      | GER      | AUS      |
| ---- | -------- | -------- | -------- | -------- | -------- | -------- | -------- |
| 1986 | 27       | 17       | 11       | 78       | 12       | 51       | 88       |